# Shamier Little
Shamier Little (Louisville, 20 de março de 1995) é uma atleta norte-americana especializada nos 400 metros com barreiras.
Campeã mundial júnior em 2014 e campeã norte-americana desta prova em 2015, competindo pela Texas A&M University, ela competiu no Campeonato Mundial de Atletismo de 2015 em Pequim, aos 20 anos, ganhando a medalha de prata. No mesmo ano, conquistou duas medalhas de ouro nos Jogos Pan-Americanos de Toronto, nos 400 m c/ barreiras e integrando o revezamento 4x400 m.
Entre 2015 e 2021 Little não conseguiu resultados internacionais expressivos, apenas duas vitórias em etapas da Diamond League em 2018, inclusive não se classificando para a final da prova em Tóquio 2020. No Mundial de Eugene 2022, disputado dentro dos EUA, ficou em quarto lugar nos 400 m c/ barreiras, a mesma em que a compatriota Sydney McLaughlin quebrou o recorde mundial da prova. Em Budapeste 2023, seu segundo Mundial, ganhou novamente a medalha de prata, atrás da holandesa Femke Bol, prova da qual McLaughlin não participou. 
Em Paris 2024 ela participou apenas dos revezamentos, por não conseguir lugar nas seletivas norte-americanas dos 400 m /c barreiras. Integrou o 4x400 m misto com Vernon Norwood, Bryce Deadmon e Kaylyn Brown, que quebrou o recorde mundial da prova em 3:07.41 nas semifinais;  para surpresa de todos, porém, este mesmo time ficou apenas com a medalha de prata na final, derrotado pela equipe holandesa capitaneada por Femke Bol, que marcou o segundo melhor tempo do mundo pela medalha de ouro, 3:07.43, apenas dois décimos de segundo acima do recorde conseguido pelo time americano na semifinal.
Sua medalha de ouro olímpica veio integrando o revezamento 4x400 m com Sydney McLaughlin-Levrone, Alexis Holmes e Gabrielle Thomas, que registrou o novo recorde norte-americano e a segunda melhor marca da prova na história, 3:15.27, apenas um décimo de segundo inferior ao recorde mundial da equipe da União Soviética em Seul 1988, que perdura desde aqueles Jogos.